# 超!よしもと新喜劇
『超!よしもと新喜劇』（ちょうよしもとしんきげき）は、1997年10月16日から1998年3月12日までTBS系列局で放送されていたコメディ番組である。吉本興業と毎日放送 （MBSテレビ） の共同製作。放送時間は毎週木曜 20:00 - 20:54 （日本標準時）。
本項では、1998年4月16日から同年9月17日まで同系列局で放送されていた後継番組『超コメディ60!』（スーパーコメディ60）についても記述する。

## 概要

### 超!よしもと新喜劇
それまで吉本新喜劇とはあまり縁のなかった東京都（関東地方）やその他の地域をターゲットにしており、公開収録も東京都世田谷区のTMC砧スタジオで行っていた。スタジオに設営されたセットは、TBSテレビの『8時だョ!全員集合』のような大仕掛けで客席をも巻き込むドタバタ劇という折衷型であった。番組開始時のキャッチコピーは「死ぬ気で、東京。」で、これは本家『よしもと新喜劇』のキャッチコピーである「死ぬ気で、元気。」をもじったものである。
初回視聴率は関東で9.2%、関西で25.3%を記録。
当時TBS系列の木曜20時台は、関東地方での視聴率が他の地域に比べて格段に低かったため、毎日放送が試行錯誤しながら番組制作を続けていた枠であった。しかし、「なにわ流のドタバタ吉本コメディ」が簡単に東京をはじめ特に新喜劇の放送実績が少ない東日本で受け入れられるはずもなく、吉本興業以外の所属で新喜劇経験のないタレントやゲストを交えた番組進行、そして、従来からの放送地域以外の視聴者にも分かりやすいように調整されたギャグが結果的に中途半端な演出となり、関東地方での視聴率は低く推移。このほか、編集や大仕掛けセットを多用して度の過ぎた演出などが新喜劇ファンを中心に視聴者から不評だったこともあり、本番組の視聴率は関西地方でも低迷した。全国的に知名度のあったかつての看板座員である間寛平、同じく座員経験があり全国的知名度の高かった今田耕司が、裏番組であった『マジカル頭脳パワー!!』のレギュラー出演者であったため、起用が不可能だったことも痛手であった。
同時に、本家公演であるなんばグランド花月での新喜劇にも少なからぬ影響を与えた。座長である内場勝則、辻本茂雄の二枚看板が東京へ単身赴任となり、知名度のあるベテランメンバーの一部も本番組収録で大阪を不在とすることが増えたため、なんばグランド花月での公演が深刻なメンバー不足に陥った。この期間中、なんばグランド花月では公演内容のスケールダウンを余儀なくされ、それに比例して、毎日放送が関西地方で放送する本家番組の視聴率も、後継番組「超コメディ60!」終了し、メンバーが大阪に復帰するまで低迷する事態となった。

### 超コメディ60!
1998年4月16日からは視聴率低下に歯止めをかけるため、タイトルを『超コメディ60!』に改称し、ダウンタウンや新喜劇OBの今田耕司らを新喜劇に出演させるなどのテコ入れを図った。この他、番組の前半30分に新喜劇を放送し、後半にSPEEDやさとう珠緒らをゲストに迎えてのクイズコーナーやゲームコーナーを行うなど、全国ネット向けの番組再編を図った。
本番組では、藤井隆、山田花子らの若手新喜劇座員が、全国放送で活躍するきっかけを作ったものの、番組内容自体は前番組の付け焼き刃的なリニューアルだった為、視聴率の向上には結び付かなかった。
同年7月からは番組の前提を覆し、ゲームコーナー等を取り止めた上でゲストも迎えず、毎週60分間吉本興業所属のオリジナルメンバーのみが出演する「貧乏一家シリーズ」を放送するようになり、「よしもと新喜劇」の純粋な東京制作版に切り替えた。この「貧乏一家シリーズ」の一環で、内場と辻本が「ビックバンブラザーズ」名義でCDを発売するなどの展開も見られたが、番組改編期に当たる同年9月17日放送分をもって終了した。

## エピソード
後年、内場がこの両番組について、読売新聞「光彩の時 聞き書き」インタビューにおいて、「ぼくら劇場ありきですから。劇場でやってそれをテレビ中継する。それがテレビの為に舞台を作るという逆の体制になった。ずっと戸惑いながらやってました。ゲストを入れたりするのも『何でそんな事するんかな？』って思いましたよ。芝居が薄まるというか濁るというか。ゲストの為にやるのはバラエティーだって。当時大阪に帰って来るたび『何してんや、何で普段の新喜劇せえへんの？』って言われて辛かった」（以上、引用）と懐述しており、また池乃めだかも「あの番組は海外でシルクハットをかぶりながら阿波踊りを踊るようなものだった。あれでコテコテの大阪の笑いが東京で否定された、と判断されたのは残念」とのちに述べている。
大阪・なんばグランド花月で内場・辻本らの不在の間留守を守っていた石田靖は「みんなは“死ぬ気で東京”こっちは“半泣きで大阪”ですよ。今やから言えますけど（笑）」と述べている（20年前の「手探り」ルミネで生かす - スポニチ Sponichi Annexより引用）。
しかしその石田もテレビ出演が多かったため、事実上1年間ほぼ毎週なんばグランド花月で座長を務めた吉田ヒロは、「1年から2年くらいの間、（座長として舞台に出てたのは）ずっと俺なんですよ。だから打ち合わせもいつの打ち合わせかわからない。舞台が終わったら打ち合わせに連れて行かれる。出るメンバーも限られているんで次の週とかぶらないようにやってたんですよ。（中略）番組が終わって内場さんと辻本が戻ってきた時には『良かった～』と思いましたね。」と後年インタビューで語っている。
後に本家『よしもと新喜劇』は、2013年7月23日から東京都の独立局・TOKYO MXが、2019年4月1日からは神奈川県の独立局・テレビ神奈川が遅れネットでのレギュラー放送を開始した。ただし、毎日放送のキー局であるTBSテレビ・無料BS放送のBS-TBS・有料CS放送のTBSチャンネルや、独立局のチバテレ・テレ玉・群馬テレビ・とちぎテレビでのレギュラー放送は現在も実現していないが、2018年からはTBSテレビが毎年1月1日に『お正月限定!超豪華な吉本新喜劇SP』を放送している。2022年3月に開局したBSよしもと「よしもとプレミアムアワー」で『よしもと新喜劇』が再放送されている。

## キャスト

### レギュラー出演者
- 内場勝則[4] - 主にツッコミを担当。
- 辻本茂雄[4] - 初期には持ちキャラであるヤクザのリーダー役がメイン。後に、辻本の持ちネタでもある、茂造じいさんを演じていた。
- 山田花子[4]
- ロンドンブーツ1号2号[4]
  - 田村淳[4]
  - 田村亮[4]
- 東野幸治 - 主人公を演じることが多かった、新喜劇OB。
- 藤井隆 - 初期には犬を連れて出てくることが多かった。この番組においても、ハイテンションな役柄を発揮していた。
- DonDokoDon - 初期には辻本演じるヤクザの子分役を演じることが多く、辻本がヤクザ役を封印してからも辻本の下に付く役をよく演じていた。
  - 平畠啓史
  - 山口智充
- ほんこん（130R）[4] - 東野と同じく新喜劇OB。

以下は大阪から週替わりで出演していたメンバー。
- 池乃めだか
- チャーリー浜
- 島田珠代 - 初期にはワイヤーで釣られた挙句に壁にぶつけられることが多かった。
- 未知やすえ
- 島木譲二
- 井上竜夫
- 帯谷孝史
- 末成由美
- 中山美保
- 桑原和男

### ゲスト出演者
- つんく♂ - つんく本人（ヒガシノリの友人）役で出演。
- 細川ふみえ - アパートの住人役で出演。
- 井上晴美 - 合宿所の娘役で出演。
- 桑野信義 - 宇宙人役で出演。
- 塩沢とき - フラワースター星の女王役で出演。
- 浜田雅功（ダウンタウン） - 借金取り役で出演。
- 松本人志（ダウンタウン） - 茂造の同級生役で出演。
- 間寛平
- 今田耕司 - インマーダ国の王子役で出演。[8]
- 板尾創路（130R） - 映画監督役で出演。
- 朝丘雪路
- 大竹まこと（シティボーイズ） - ホテルの客役で出演。
- さとう珠緒
- 橋本真也 - ラーメン屋の出前持ち役で出演。
- 力也
- 辺見えみり - 内場の婚約者役で出演。
- 阿藤快 - 商店街会長役で出演。出演時、珠代の代わりに壁ぶつけをやらされた。
- 松崎しげる - 猟師役で出演。
- 山田まりや - 東野の結婚相手役で出演。
- 華原朋美
- スティーヴン・セガール
- 高島忠夫 - 東野の父親役で出演。
- ルー大柴 - 医者役で出演。
- 山崎邦正 - 大工役と柔術家の弟子役で出演。
- 小野智子
- 八名信夫 - ヤクザの親分役で出演。
- 河合美智子 - 東野の恋人役で出演。
- 小松千春 - 内場の愛人役で出演。
- ほか

## スタッフ

### 超!よしもと新喜劇時代
- 作：大工富明、萩原芳樹、吉井三奈子[9]
- ブレーン：木村祐一、伊藤正宏
- 音楽：羽毛田丈史
- テーマ曲演奏：THRILL
- TP：森野憲俊
- SW：藤本敏行
- CAM：花島和弘
- VE：斉藤雄一
- AUD：森田篤
- LD：佐々木哲男
- 音響効果：志田博英、大久保吉久
- VTR編集：永吉敬文
- MA：遠山正
- CG：FAB （ファブコミュニケーションズ）
- 美術プロデューサー：松沢由之
- アートディレクター：上中普雄（MBS）
- セットデザイン：内田公幸（MBS）、水上啓光
- 美術進行：山根安雄
- タイトル：中原賢二（MBS企画）
- 大道具：松本達也、三上晋
- 装飾：加川功
- 持道具：安岡京子
- 視覚効果：中山信男
- 電飾：宇塚敏明
- 衣裳：保沢紀、山口亜希
- スタイリスト：TEES
- メイク：渡邊智子
- かつら：川田明子
- アクリル装飾：熊谷好恵
- アートフレーム：永濱大作
- 特殊装置：鈴木輝総
- フライング：秋山メカステージ
- 特殊衣裳：ステッピンスタジオ
- ハナコスタイリング：MICARIN
- TK：藤巻りえ
- フロアディレクター：宮島将志
- ディレクター：井口岳洋（MBS）、菅剛史
- 舞台演出：湊裕美子
- 総合演出：永峰明
- プロデューサー：浜田尊弘・岡田公伸（MBS）、土橋正雄（吉本興業）、尾中美紀子
- チーフプロデューサー：三村景一（MBS）、橋本卓（吉本興業）
- 技術協力：ニユーテレス、IMAGICA
- 美術協力：フジアール
- 制作協力：オフィス源（現：CELL）、創造商店、オフィス100%、CRUSH OUT（現：ビーダッシュ）、エイティーコーポレーション
- 制作著作：吉本興業、毎日放送テレビ

### 超!コメディ60時代
- 作：大工富明、萩原芳樹、吉井三奈子、本多正識、木村祐一
- 構成：伊藤正宏、長谷川朝二、田子浩司、榊暁彦
- ブレーン：永峰明
- 音楽：羽毛田丈史
- テーマ曲演奏：THRILL
- TP：森野憲俊
- SW：藤本敏行
- CAM：遠山康之
- VE：斉藤雄一
- AUD：森田篤
- LD：佐々木哲男
- 音響効果：志田博英、大久保吉久
- VTR編集：永吉敬文、定野正司
- MA：石川英男、石黒裕二
- ペイント：後藤和夫
- CG：FAB
- 美術プロデューサー：松沢由之
- アートディレクター：上中普雄（MBS）
- セットデザイン：内田公幸（MBS）
- 美術進行：山根安雄
- タイトル：中原賢二（MBS企画）
- 大道具：松本達也、三上晋
- 装飾：加川功
- 持道具：小林加代子
- 視覚効果：中山信男
- 電飾：宇塚敏明
- 衣裳：保沢紀、山口亜希
- スタイリスト：TEES
- メイク：井手奈津子、水落万里子
- かつら：岡崎紀子
- アクリル装飾：熊谷好恵
- アートフレーム：永濱大作
- 特殊装置：鈴木輝総
- TK：藤巻りえ
- フロアディレクター：宮島将志
- ディレクター：井口岳洋・岸本孝博（MBS）、菅剛史
- 舞台演出：湊裕美子
- プロデューサー：浜田尊弘・岡田公伸（MBS）、土橋正雄（吉本興業）、尾中美紀子
- チーフプロデューサー：三村景一（MBS）、橋本卓（吉本興業）
- 技術協力：ニユーテレス、IMAGICA
- 美術協力：フジアール
- 制作協力：オフィス源（現：CELL）、創造商店、オフィス100%、CRUSH OUT（現：ビーダッシュ）、エイティーコーポレーション、ウィルコジャパン
- 制作著作：吉本興業、毎日放送テレビ

## 関連番組
- ルミネtheよしもと新喜劇